# Straszków (Nowa Ruda)
Straszków (niem. Leppelt) – część miasta Nowa Ruda w Polsce położona w województwie dolnośląskim, w powiecie kłodzkim.

## Położenie
Straszków położony jest w Sudetach Środkowych, pomiędzy Garbem Dzikowca a południową częścią Wzgórz Włodzickich, na południowy wschód od Słupca, na wysokości 460–480 m n.p.m.

## Podział administracyjny
W latach 1975–1998 miejscowość administracyjnie należała do województwa wałbrzyskiego.

## Historia
Straszków powstał na początku XIX wieku, początkowo była to kolonia Czerwieńczyc. W 1840 roku było tu 13 domów i stan taki utrzymywał się przez dłuższy czas. W 1862 roku w miejscowości uruchomiono kopalnię „Magdalena”, którą w późniejszym okresie zamknięto. W następnych latach Straszków znacznie rozwinął się za sprawą rozbudowy dużej kopalni „Johann Baptista” w sąsiednim Słupcu.